# Juan Bautista Arismendi
Juan Bautista Arismendi (La Asunción, Provincia de Margarita, 15 de marzo de 1775-Caracas, Venezuela, 22 de junio de 1841) fue un General venezolano, oficial del Ejército de Venezuela y prócer de la Independencia de Venezuela. Fue esposo de Luisa Cáceres Díaz de Arismendi.

## Biografía
Sus padres fueron Miguel Arismendi Marcano y María Subero de Ibáñez de Eguía Alfonzo. Su padre, de origen vasco, fue Capitán de Milicias, Alguacil Mayor, Fiel Ejecutor, Regidor y alcalde de la Santa Hermandad de La Asunción. También rindió los juicios de residencia en 1785 y 1788. Para noviembre de 1791, era justicia mayor y Comandante de Armas del Norte (Santa Ana), cargo que posteriormente ocupó su hijo, Juan Bautista.
En 1790, Juan Bautista se inició en la carrera de armas como cadete de un batallón de milicias de la isla de Margarita. En 1804 contrajo matrimonio con su primera esposa, María del Rosario Irala. 
En 1810, fue ascendido a coronel por la Junta Suprema de Caracas que se constituyó en la isla con motivo de los sucesos del 19 de abril de ese año. En enero de 1812 formó parte de la expedición que zarpó de Cumaná hacia Guayana, con el objetivo de controlar dicha provincia por desconocer el gobierno surgido en Caracas como consecuencia del movimiento de 1810. Después de su entrada en Caracas en 1812, Domingo de Monteverde ordenó a Pascual Martínez gobernador de Margarita, detener a Juan Bautista Arismendi junto a otros patriotas. Luego de varios meses en las bóvedas de La Guaira, Arismendi obtuvo la libertad.
En los primeros meses de 1813, falleció su esposa. De regreso en la isla de Margarita, Arismendi encabezó un movimiento en contra del gobierno de Pascual Martínez, que terminó con la deposición y muerte de este. Posteriormente, en los primeros días de noviembre de 1813 llegó a Caracas donde recibió el reconocimiento de Simón Bolívar como jefe supremo de la República, tras lo cual marchó a Barlovento a reforzar las acciones del teniente coronel Francisco Bolívar Aristeguieta, quien había sido enviado en septiembre de ese año a cooperar con algunas unidades de las tropas de oriente contra partidas realistas que operaban en los pueblos de Panaquire, Mamporal, Río Chico y otros de la misma zona. En febrero de 1814, en cumplimiento del Decreto de Guerra a Muerte, Arismendi, por órdenes de Bolívar, mandó a fusilar a 886 prisioneros españoles en Caracas. Para engrosar su número añadió inclusive los enfermos en el hospital de La Guaira (cerca de 500 a 1000 entre los días 13 al 16 del mismo mes). Bolívar escribió los detalles al Congreso de Nueva Granada. 
En 1813, recibió la condecoración de la Orden de los Libertadores de Venezuela, instituida por Bolívar el 22 de octubre de 1813; en aquella ocasión desempeñaba las funciones de gobernador militar interino de Caracas, cuyo titular era el general José Félix Ribas. El 4 de diciembre de 1814, ya viudo de su primera esposa, contrajo matrimonio con Luisa Cáceres de Arismendi.
El 8 de enero de 1815, una junta de notables y padres de familia de La Asunción confió el gobierno político de la isla a un triunvirato formado por Gaspar Marcano, Juan Miguel Lares, y Juan Antonio Silva. Al coronel Arismendi se le confirió el cargo de comandante general de todas las fuerzas de mar y tierra de Margarita; estas medidas destinadas a hacer frente a una posible ofensiva del jefe realista Francisco Tomás Morales.
En marzo de 1815, arribó a las playas de Margarita la expedición española que comandaba el mariscal de campo Pablo Morillo. Estaba integrada por unas 60 naves que transportaban unos 15.000 hombres. Sin embargo, no se desarrolló ningún combate debido a un plan de amnistía propuesto por Morillo.
Arismendi, al que Morillo había perdonado de la sentencia de muerte, se rebelaba a su partida al desembarcar el 14 de noviembre de 1815 en Margarita con 30 hombres reuniendo rápidamente 1.500 armados principalmente con machetes y azadones pasando además a cuchillo a toda la guarnición española de Juan Griego, unos 200 hombres al mando del gobernador Joaquín Urreistieta (16 de  noviembre) apoderándose de la isla.
En 1816, nuevamente se rebeló contra España, causando una matanza entre las tropas y civiles españoles en Margarita, y apoyó ampliamente a Bolívar cuando este procedente de Haití, desembarcó en Margarita (3 de mayo) con su expedición de los Cayos. En mayo de este mismo año su esposa Luisa Cáceres de Arismendi fue hecha prisionera por parte de las fuerzas realistas como manera de obligarlo a un canje de prisioneros, ante lo cual expresó: «Diga al jefe español que sin patria no quiero esposa».
El 9 de enero de 1817, acompañó a Bolívar en el combate de Clarines y Unare, el cual fue favorable a los realistas. Después de esta acción fue comisionado por Simón Bolívar ante los generales Manuel Piar, José Antonio Páez, Pedro Zaraza y Manuel Cedeño para entregarles el plan para la campaña sobre Caracas, que Bolívar preparaba en Barcelona, pero que no se llevó a cabo.
El 14 de septiembre de 1819, recibió de Simón Bolívar el nombramiento de comandante del ejército de Oriente (perteneciente a las provincias de Barcelona, Cumaná, Margarita y parte oriental de Caracas); pero tal empleo fue revocado el 20 de enero de 1820, cuando Bolívar designó para ejercerlo al general de división José Francisco Bermúdez, quien sería el encargado de actuar sobre Caracas. Ante estas circunstancias Arismendi se retiró a Margarita. Allí se encontraba cuando a mediados de ese año, fue incluido en el plan de operaciones elaborado por Bolívar para la Campaña de Carabobo, debiendo unirse con 400 hombres a Bermúdez en Curiepe.  
En 1821, cuando Bermúdez avanzaba sobre Caracas, Arismendi se incorporó al ejército de Oriente en una acción dilatoria previa a la batalla de Carabobo. En 1828, ya en situación de retiro, Arismendi fue designado por el general en jefe José Antonio Páez, segundo comandante del Ejército. También recibió el encargo de preparar un reglamento de policía. Asimismo, tuvo una destacada participación en el movimiento que en 1830 restableció el Estado de Venezuela, separado de la Gran Colombia. 
En enero de 1835, asistió al Congreso como senador principal, elegido por la provincia de Margarita. En agosto del mismo año, durante la crisis político-militar conocida como la Revolución de las Reformas, estando al lado del gobierno de José María Vargas secunda a José Antonio Páez. En marzo de 1839, ocupaba un curul en el Senado, por la provincia de Margarita. Después de estas actividades, Arismendi se retiró de la vida pública. Sus restos reposan en el Panteón Nacional de Venezuela desde el 29 de enero de 1877.